# Бальма, Клебер
Клебе́р Бальма́ (фр. Kléber Balmat, род. 22 июня 1896 года — ум. 2 июля 1961 года) — французский двоеборец и прыгун на лыжах, участник зимних Олимпийских игр 1924 и 1928 годов.

## Спортивная биография
В 1924 году Клебер Бальма представлял Францию на первых в истории зимних Олимпийских играх во французском городе Шамони. Также, как и большинство других спортсменов, Бальма выступил сразу в нескольких видах спорта. В прыжках с трамплина французский спортсмен, набрав всего 15,500 балла занял 15-е место. Также француз выступил в лыжном двоеборье. Прыжковая часть для Клебера сложилась неудачно. По итогам двух прыжков французский спортсмен показал только 13-й результат, набрав 14,291 балла. В лыжных гонках Бальма сумел показать более высокий результат, заняв 9-е место, показав на 18-километровой дистанции время 1:33:49. Сумма в двоеборье рассчитывалась, как среднее значение, полученное по итогам прыжков и лыжной гонки. Заработав по итогам соревнований 12,333 балла, Бальма занял 10-е место.
На зимних Олимпийских играх 1928 года в швейцарском Санкт-Морице Бальма вновь выступил в двух видах спорта. Соревнования для Бальма сложились неудачно. В прыжках с трамплина Клебер, показав результат 13,833, занял лишь 24-е место. В лыжном двоеборье французскому спортсмену также не удалось попасть в двадцатку сильнейших. По итогам прыжков с трамплина и 18-километровой гонки Бальма занял итоговое 28-е место.